# Scharlachkardinal
Der Scharlachkardinal (Piranga olivacea) oder die Scharlachtangare ist eine Singvogelart und gehört zur Familie der Kardinäle (Cardinalidae).

## Verbreitung
Das Brutgebiet befindet sich in den östlichen USA und dem äußersten Südosten von Kanada. Die Überwinterungsgebiete befinden sich in Südamerika. Sie leben in Waldgebieten, bewaldeten Gebieten, Parks oder Gärten.

## Beschreibung
Das Männchen hat ein unverwechselbares Brutkleid. Das Gefieder am Kopf und am Körper ist glänzend rot. Die Flügel und der Schwanz haben eine schwarze Farbe. Im Winter ähnelt das Männchen mit einem olivgrünen Gefieder dem Weibchen, behält jedoch die schwarzen Flügel und den schwarzen Schwanz bei.
Der kegelförmige Schnabel ist an der Spitze nach unten gebogen.

## Lebensweise
In der Fortpflanzungszeit kommt das Weibchen einige Tage nach dem Männchen im Brutgebiet an, wo das Männchen ein Territorium in den Bäumen bezogen hat und auf das Weibchen wartet. Wenn das Weibchen das Territorium erreicht, wirbt das Männchen singend um das Weibchen. In einem hohen Baum baut das Weibchen ein Nest und legt drei bis fünf Eier, die in einem Zeitraum von etwa 13 Tagen ausgebrütet werden.
Trotz ihrer Farbenpracht sind die Vögel nur schwer in den Bäumen zu entdecken, wo sie nach Beeren, Früchten, Insekten, Spinnen und Schnecken suchen.